# Ewen Cameron, Baron Cameron of Dillington

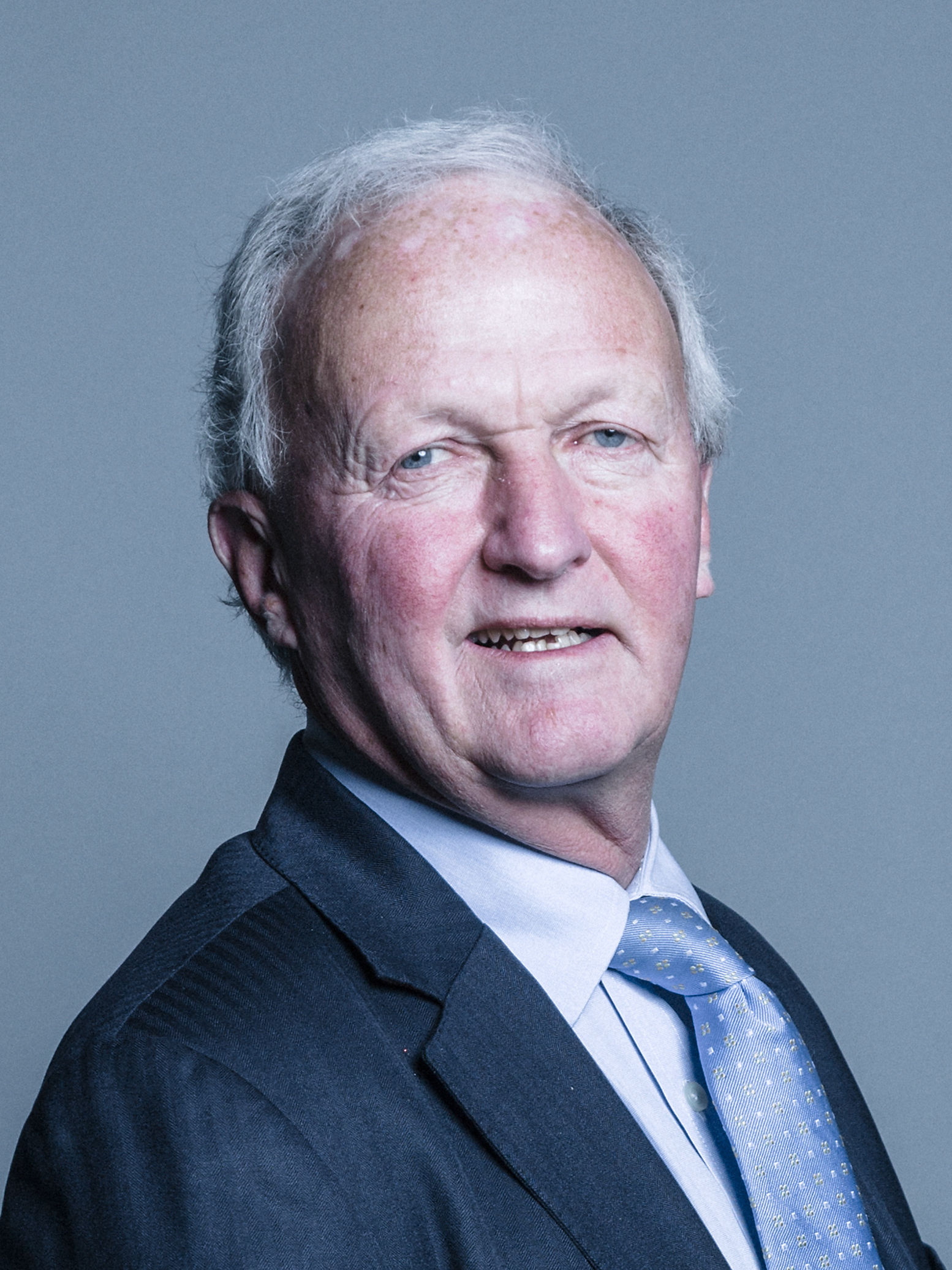
Ewen Cameron, Baron Cameron of Dillington

Ewen James Hanning Cameron, Baron Cameron of Dillington (* 24. November 1949) ist ein britischer Grundbesitzer und Life Peer.

## Leben und Karriere
Cameron besuchte die Harrow School und studierte an der Oxford University Modern History (Geschichte der Moderne).
Er ist seit 1971 Manager des Dillington Estate in Somerset. Von 1986 bis 1987 war er High Sheriff von Somerset. Er war Gründer der Orchard Media Ltd und von 1989 bis 1999 deren Vorsitzender (Chairman). Cameron war von 1990 bis 1991 Präsident der Somerset Federation of Young Farmers' Clubs. Von 1995 bis 1997 war er nationaler Präsident der Country Land and Business Association und von 1997 bis 2000 Mitglied des UK Government's Round Table for Sustainable Development, dem die Sustainable Development Commission folgte. Von 1998 bis 2006 war er Vorsitzender (Chairman) der Lets Go Travel Ltd. Er war von 1999 bis 2004 Vorsitzender (Chair) der Countryside Agency, sowie von 2000 bis 2004 als UK Government's rural advocate for England.Öffentliche Aufmerksamkeit erregte er unter anderem, dass er als Vorsitzender der Countryside Agency die störanfällige Versorgung von britischen Städten mit Lebensmitteln mit dem Hinweis kritisierte, die in den Städten befindlichen Vorräte an Lebensmitteln wären so gering, dass Städte nur neun Mahlzeiten vom Ausbruch einer Anarchie trennten.
Cameron ist seit 2004 Vorsitzender (Chairman) der Somerset Strategic Partnership. Von 2006 bis 2007 war er Präsident bei der Royal Bath and West Society. Seit 2006 ist er Vorsitzender (Chairman) der Airports Direct Travel Ltd und seit 2008 Direktor der Royal Bath and West Society Ltd.
Er ist außerdem Direktor der Allangrange Farming Company, sowie Mitglied des Treuhandrates (Trustee) von Vaughan Lee Memorial Hall und des Gooch Charitable Trust.
Seit 2010 ist Cameron Präsident der Guild of Agricultural Journalists.

## Mitgliedschaft im House of Lords
Cameron wurde am 29. Juni 2004 zum Life Peer als Baron Cameron of Dillington, of Dillington in the County of Somerset ernannt. Die offizielle Einführung ins House of Lords erfolgte am 7. September 2004. Seine Antrittsrede hielt er am 30. November 2004. Er sitzt im House of Lords als Crossbencher.
Als seine politischen Interessen nennt er EU-Landwirtschaft, Umwelt, Natur, ländliche Angelegenheiten, Ernährung und Landwirtschaft in der dritten Welt. Als Staaten von Interesse nennt er die südlich der Sahara gelegenen Staaten Afrikas.
Von 2005 bis 2009 war er Mitglied des Agriculture and Environment Sub-Committee.
Nach der Unterhauswahl 2010 wurde Cameron (Co-Chair) der All Party Parliamentary Group on Agriculture and Food for Development, zusammen mit dem Unterhausabgeordneten Tony Baldry.

## Ehrungen
1989 wurde er Deputy Lieutenant von Somerset.
Cameron wurde 1992 Fellow des Royal Institute of Chartered Surveyors, 1996 Fellow der Royal Agricultural Societies of Great Britain, sowie ebenfalls 1996 bei der Royal Society of Arts.
2003 wurde er Knight Bachelor.
2004 wurde er mit der Ehrendoktorwürde Doctor of Law (Hon LLD) der University of Exeter geehrt.

## Familie
Cameron ist der zweite Sohn, aber älteste noch lebende Sohn von Allan Cameron (* 25. März 1917; † 4. Dezember 2011, zweiter Sohn von Colonel Sir Donald Walter Cameron of Lochiel, K.T., XXV Lochiel) und dessen Frau (Mary) Elizabeth Vaughan-Lee (* 28. November 1915; † 10. Dezember 2008), die von einer Familie abstammt, die in Somerset Land besaß. Ewen Cameron ist verheiratet und hat drei Söhne und eine Tochter.
Er betreibt derzeit Dillington Park, das Landgut das seit über 250 Jahren in Familienbesitz ist und von dem ein Teil seines Titels herrührt. Seine jüngere Schwester Bride ist mit Lord Donald Graham, dem Halbbruder des derzeitigen Duke of Montrose verheiratet.